# Turn It Up (singolo Pixie Lott)
Turn It Up è un brano musicale della cantante britannica Pixie Lott, estratto come quinto singolo dal suo album di debutto Turn It Up, pubblicato nel 2009. Il video musicale è stato girato ad aprile ed è apparso per la prima volta in televisione il 6 maggio 2010.

## Classifiche
| Classifica (2010) | Posizione massima |
| ----------------- | ----------------- |
| Irlanda           | 20                |
| Regno Unito       | 11                |